# Lispocephala ascita
Lispocephala ascita är en tvåvingeart som beskrevs av Hardy 1981. Lispocephala ascita ingår i släktet Lispocephala och familjen husflugor. Inga underarter finns listade i Catalogue of Life.